# Otto von Oelhafen
Otto von Oelhafen, född Otto Emil Oelhafen von Schöllenbach 8 juni 1886 i Würzburg, död 13 mars 1952 i München, var en tysk SS-Gruppenführer och generallöjtnant inom polisen. 
von Oelhafen var mellan september 1941 och oktober 1942 befälhavare för Ordnungspolizei (Befehlshaber der Ordnungspolizei, BdO) i Kiev i det av Tyskland ockuperade Ukraina. Som sådan samarbetade han med den högre SS- och polischefen Hans-Adolf Prützmann i förföljandet och förintandet av Ukrainas judiska befolkning.

### Webbkällor
- Miller, Michael D. & Collins, Gareth. ”SS-Gruppenführer und Generalleutnant der Polizei (O–Z): OELHAFEN, Otto von” (på engelska). Axis Biographical Research. Arkiverad från originalet den 14 februari 2012. https://www.webcitation.org/65RedRwEq?url=http://www.geocities.com/~orion47/SS-POLIZEI/SS-Gruf_O-Z.html. Läst 14 februari 2012.